# AHK-toong BAY-bi Covered
AHK-toong BAY-bi Covered, denominado (Ǎhk - to͝ong Ba͞y-bi) Covered ou (Ăℎk-to͝ong Ba͞y-bi) Covered, é um álbum tributo gravado por vários artistas sendo lançado em 26 de outubro de 2011, fazendo parte da embalagem em CD lançada pela revista Q, em dezembro de 2011 (edição #305). Ele contará com versões cover das 12 músicas do álbum Achtung Baby (1991), da banda de rock irlandesa U2. A revista Q encomendou o álbum para comemorar o 20° aniversário de lançamento original de Achtung Baby e o 25° aniversário da própria revista. Ele será incluído em um CD na edição da revista Q no mês de novembro de 2011. O editor-chefe da revista disse: "Esta é uma maneira inteiramente apropriada para marcar o aniversário da revista Q e de Achtung Baby, um dos álbuns fundamentais em nossa vida". A performance dos artistas é uma mistura do U2 contemporâreneo e sucessores, incluindo Jack White, Patti Smith, Nine Inch Nails, Depeche Mode e The Killers. Apesar de se um álbum tributo, AHK-toong BAY-bi Covered contém um remix de "Even Better Than the Real Thing", que é creditado como realizado pelo U2.
Em 15 de novembro de 2011, o álbum foi disponibilizado através de download digital através do iTunes Store. Todos os rendimentos das vendas digitais foram para o Concern Worldwide, uma organização sem fins lucrativos que presta ajuda aos países pobres mais pobres do mundo, com sede na Irlanda. Tom Arnold do Concern's CEO disse: "Oferecendo o produto a partir de (Ahk-toong Bay-Bi) Covered para o Concern's East Africa também fornece um lembrete um oportuno do que o alívio da fome e da crise mais ampla de saúde na região não deve ser esquecido e deve permanecer uma prioridade global". Arnold disse estava surpreso, mas feliz quando ele foi convidado pelo vocalista do U2, Bono, se a sua organização aceitaria todos os rendimentos das vendas do álbum tributo.
A capa do álbum apresenta "babyface" em forma de grafite. A mesma imagem na capa foi usado como rosto do CD das edições Super Deluxe e Uber de Achtung Baby.

## Lista de faixas
1. "Zoo Station" (executado por Nine Inch Nails) – 6:27
2. "Even Better Than the Real Thing" (Jacques Lu Cont Mix) (executado por U2) – 6:41
3. "One" (executado por Damien Rice) – 5:25
4. "Until the End of the World (executado por Patti Smith) – 3:36
5. "Who's Gonna Ride Your Wild Horses" (executado por Garbage) – 5:17
6. "So Cruel" (executado por Depeche Mode) – 6:02
7. "Mysterious Ways" (executado por Snow Patrol) – 4:15
8. "Tryin' to Throw Your Arms Around the World" (executado por The Fray) – 4:48
9. "The Fly" (executado por Gavin Friday) – 4:33
10. "Ultraviolet (Light My Way)" (executado por The Killers) – 4:52
11. "Acrobat" (executado por Glasvegas) – 4:08
12. "Love Is Blindness" (executado por Jack White) – 3:18

## Paradas e posições
| Críticas profissionais | Críticas profissionais |
| Avaliações da crítica  | Avaliações da crítica  |
| Fonte                  | Avaliação              |
| ---------------------- | ---------------------- |
| Allmusic               | [ 6 ]                  |

| País/Parada (2011–2012)             | Melhor posição |
| ----------------------------------- | -------------- |
| Canadá (Canada Airplay BDS)         | 46             |
| Estados Unidos (Alternative Albums) | 7              |
| Estados Unidos (Billboard 200)      | 53             |
| Estados Unidos (Digital Albums)     | 10             |
| Estados Unidos (Independent Albums) | 9              |
| Estados Unidos (Rock Albums)        | 8              |